# Cristian Piarrou
Cristian Daniel Piarrou (La Plata, 19 maggio 1988) è un allenatore di calcio ed ex calciatore argentino, di ruolo difensore.

## Caratteristiche tecniche
È un terzino destro.